# Lista över figurer i Splinter Cell
Detta är en lista över rollfigurer i Splinter Cell-serien.

## Sam Fisher
Sam Fisher är huvudperson i Splinter Cell. Han är agent vid NSA-avdelningen Third Echelon.

## Återkommande figurer

### Irving Lambert
Överste Irving Lambert är befäl vid Third Echelon, och Sams chef. I Splinter Cell: Double Agent har John Brown's Army tillfångatagit Lambert. Sam tvingas skjuta honom för att visa sin lojalitet mot JBA.

### Anna Grimsdóttir
Anna Grimsdóttir är teknisk expert vid Third Echelon. Sam har radiokontakt med henne under de flesta av sina uppdrag.

## Splinter Cell

### Kombayn Nikoladze
Kombayn Nikoladze är en president i Georgien som begår folkmord på armenier. Sam dödar honom i slutet av spelet.

### Vjacheslav Grinko
Vjacheslav Grinko är en legosoldatledare med förflutet i Spetznaz. Han arbetar åt Nikoladze.